# Antonio Pimentel de Prado

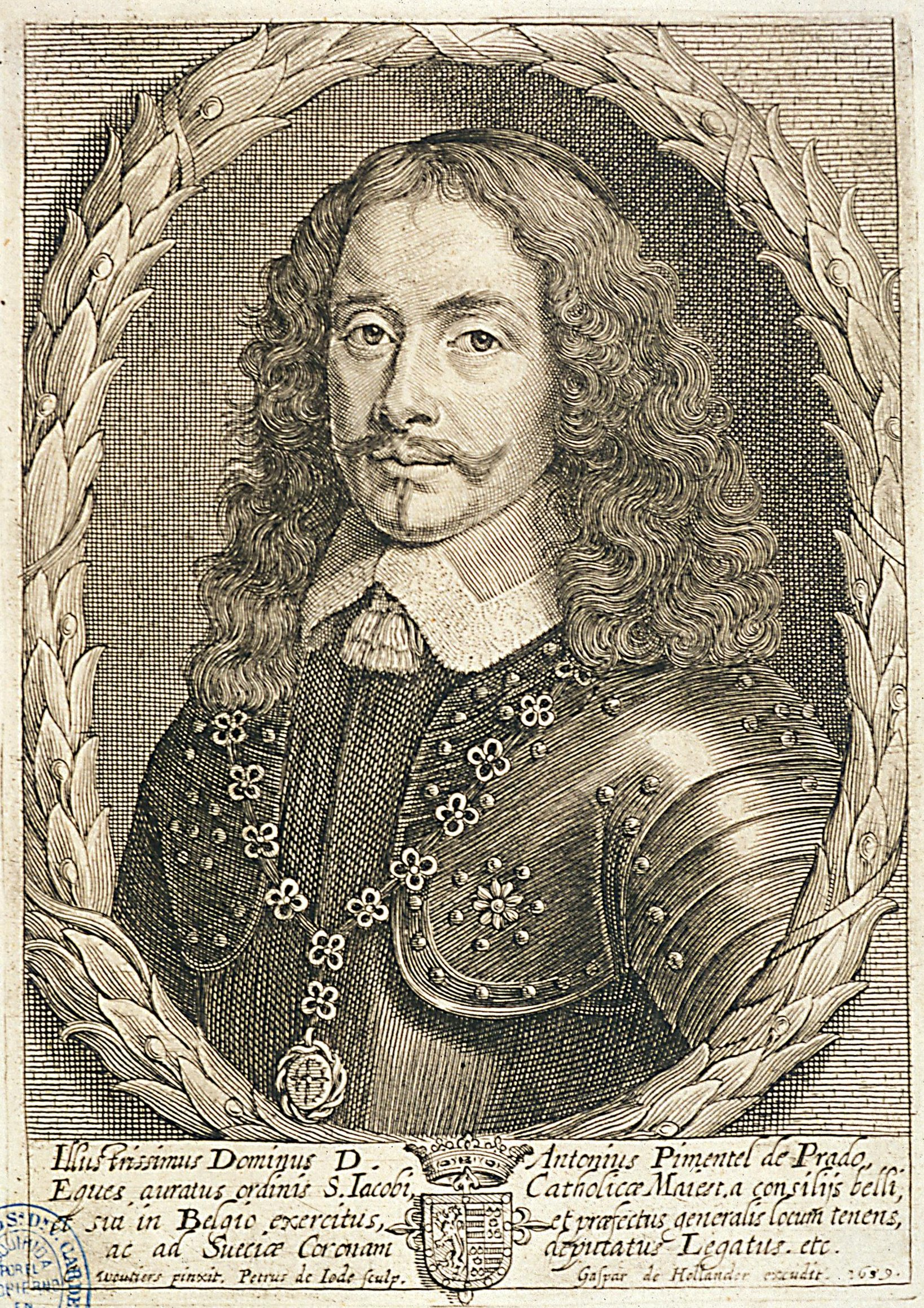
Don Antonio Pimentel de Prado (1604-1671/72)

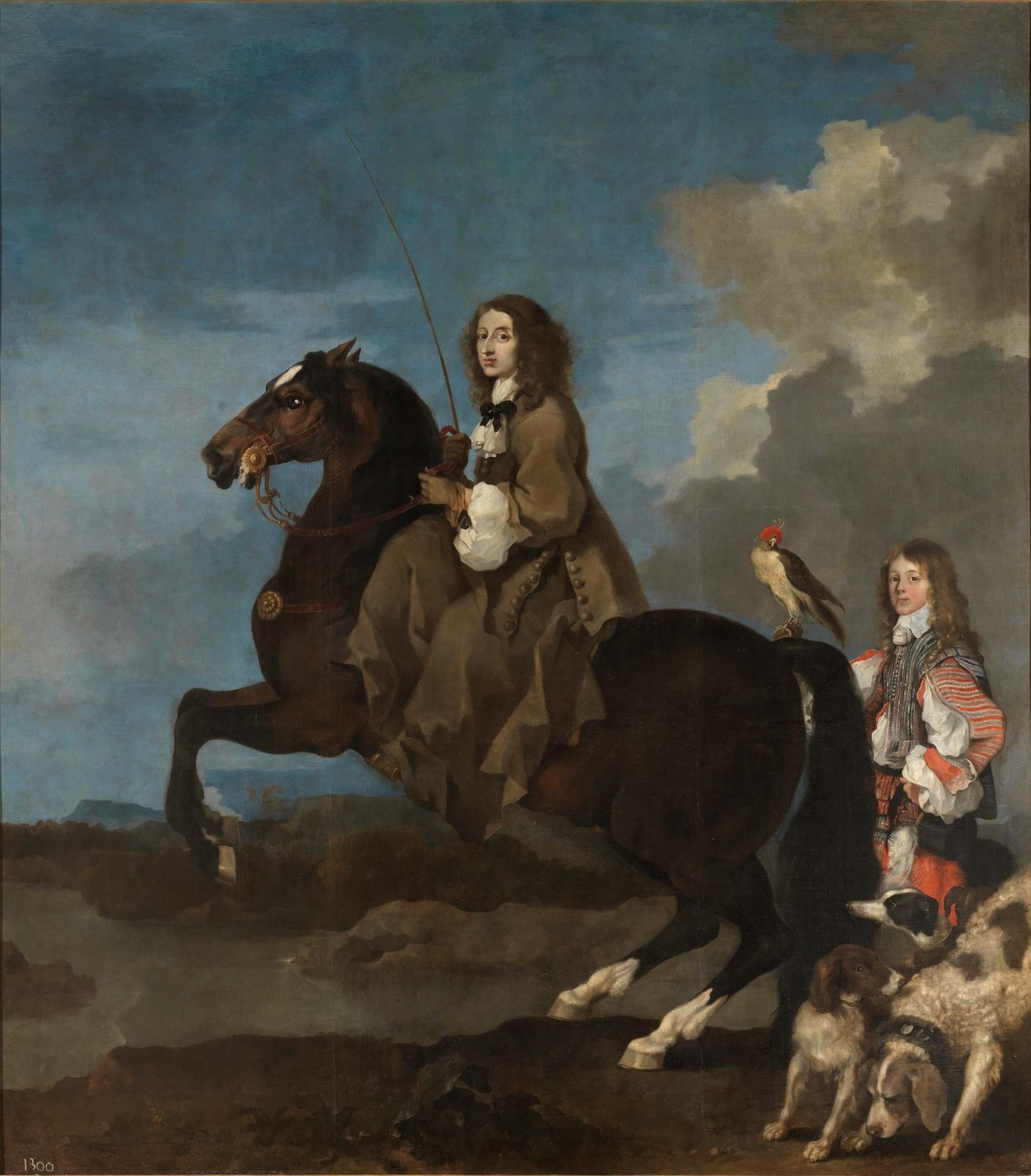
Sébastien Bourdon, Christina van Zweden, 1653, Museo del Prado.

Antonio Pimentel de Prado y lo Bianco (Palermo, 1604 - Antwerpen (ca. 1671-72) was een Spaanse officier, een gouverneur van Nieuwpoort (1646-1651), ambassadeur in Stockholm (1652-1654), ridder in de Orde van Santiago (ant. a 1656), gevolmachtigde in Parijs (1659), gouverneur van Cadiz (1660-1670), raad en opperbevelhebber van het leger in Antwerpen (1670-1672).

## Leven
Over zijn jeugd is niet veel bekend. Zijn vader Lorenzo Pimentel de Prado diende aan het hof van de hertog van Bivona in Palermo en had drie zoons: Juan, Antonio en Gregorio. Zijn neef Bernardino de Rebolledo benoemde Antonio Pimentel del Prado als de Spaanse ambassadeur in Zweden. Dit was de eerste Spaanse missie naar Zweden sinds Johan III van Zweden.
Christina, koningin van Zweden was in 1651 onderhandelingen begonnen met Filips IV van Spanje en had de Zweedse diplomaat Matthias Palbitzki gestuurd. Filips IV was op zoek naar goede relaties met Zweden en de Spaanse diplomaat had opdracht gekregen om overal de Zweedse belangen in Europa te bevorderen. Het doel van de ambassade naar Stockholm was officieel de militaire kracht van Zweden te onderzoeken, maar de belangrijkste taak was om uit te vinden of de koningin geen trouwplannen had, want de machtsverhoudingen in Europa zouden danig worden beïnvloed als Christina trouwde met iemand die een vijandige macht van Spanje vertegenwoordigde.
Don Antonio Pimentel is in Dalarö aangekomen op 12 augustus 1652, samen met vrouw, kinderen en een entourage van 50 mensen, om op 16 augustus in Stockholm te verschijnen. Al op 19 augustus werd hij in audiëntie ontvangen door de koningin. De galante Pimentel werd al snel haar vertrouweling. Hij probeerde tijdens zijn aanwezigheid steun voor haar voorstel tot aftreden te verwerven. Cristina en Pimentel begonnen geheime onderhandelingen, vaak sloten zich op in haar bibliotheek hetgeen aanleiding gaf tot geruchten. Zij gaf hem in inzicht in haar plannen voor de toekomst na de troonsafstand.
In 1653 werd Antonio Pimentel de Prado opgenomen in de nieuwe Zweedse Amaranthenorde.

## Vertrek
Voordat Pimentel vertrok zou hij een groot schilderij van de koningin gevraagd hebben als geschenk voor de Spaanse koning. Dit schilderij door Sebastien Bourdon was in juni 1653 af en hangt nu in het Prado. De koningin benoemde hem begin augustus vóór zijn vertrek als ridder in de Amaranthenorde, een culturele organisatie die nog bestaat. Alle leden moesten beloven niet of nooit weer te trouwen..
Toen hij vertrok uit Göteborg, lekte zijn schip en hij werd gedwongen terug te keren. Pimentel ging met de koningin naar Östergötland en volgde haar naar Stockholm. Pas in juni 1654, toen er niets meer haar bekering in de weg leek te staan deed Cristina afstand van de troon. Ze verliet haar land om in de Spaanse Nederlanden het katholieke geloof te omarmen. Cristina zette haar vriendschap met Pimentel voort, deels omdat Cristina wilde bemiddelen, want Frankrijk en Spanje waren betrokken in de Spaans-Franse Oorlog (1635-1659).
Pimentel ontmoette Christina weer in Brussel in 1654 en was aanwezig toen ze zich op kerstavond van dat jaar bekeerde. Daarna maakte hij deel uit van haar gevolg naar Innsbruck en Rome. Hij verliet haar in 1656, toen ze toenaderingen zocht tot Frankrijk. Later Pimentel diende als diplomaat in Parijs en heeft, namens Spanje, het Vrede van de Pyreneeën (oktober 1659) voorbereid.